# Elecciones presidenciales de Ecuador de 1878
Elección indirecta del Presidente Constitucional del Ecuador y Designados a Subrogar al Presidente, realizada durante la 9.º Asamblea Constituyente de 1878 para un período de 4 años.

## Antecedentes
El general Ignacio de Veintemilla lideró la revolución de 1876 que finalizó con el derrocamiento del presidente Antonio Borrero, ejerciendo el poder político como Jefe Supremo por dos años, convocando a una nueva asamblea constituyente en Ambato para legitimar su mandato, al ser designado presidente interino y luego, al finalizar la asamblea constituyente su trabajo, presidente constitucional.

## Candidatos y Resultados
| Partido         | Presidente                          | Cargos Previos                                     | Votos               | Votos                 |
| Partido         | Presidente                          | Cargos Previos                                     | 26/01/1878 Interino | 21/04/1878 Definitivo |
| --------------- | ----------------------------------- | -------------------------------------------------- | ------------------- | --------------------- |
| Liberal         | Ignacio de Veintemilla y Villacís   | Jefe Supremo de la República (1876 - 1878)         | 42                  | 48                    |
| Liberal         | Pacífico Chiriboga y Borja          | Vicepresidente de la República (1852 - 1854)       | 0                   | 3                     |
| Liberal         | Teodoro Gómez de la Torre Gangotena | Ministro de Guerra (1852 - 1855)                   | 0                   | 2                     |
| Liberal         | Pedro Carbo Noboa                   | Presidente de la Cámara del Senado (1867)          | 0                   | 2                     |
| Liberal         | Francisco Aguirre Abad              | Vicepresidente de la 6° Convención Nacional (1852) | 0                   | 1                     |
| Liberal         | Pedro Moncayo y Esparza             | Presidente de la 6.º Convención Nacional (1852)    | 0                   | 1                     |
| Votos en Contra | Votos en Contra                     | Votos en Contra                                    | 15                  | 0                     |

Fuente:

### Designados para Subrogar al Presidente
En la Constitución de 1878 se incluyó una figura que sustituye al vicepresidente, el cual es el del Designado para Subrogar al Presidente, siendo nombrados 3 por el Congreso Nacional en cada sesión de esta, por lo tanto serían nombrados nuevos designados cada dos años, quiénes serán encargados del poder ejecutivo en caso de falta temporal del presidente y, en caso de falta definitiva, se encargarán del poder y convocarían a elecciones para elegir al nuevo presidente constitucional, pero si falta un año o menos para la conclusión del período constitucional, asumirían la presidencia constitucional.
La Asamblea Constituyente nombró a los 3 primeros designados, los cuales subrogarían al presidente en orden jerárquico:
1. Francisco Javier Aguirre Abad
2. Pacífico Chiriboga
3. Ignacio Noboa

Los 3 renunciaron al poco tiempo siendo reemplazados entre 1878 - 1880 por:
1. Luis Fernández Salvador
2. Joaquín Malo
3. Manuel Marcos

El Congreso renovó estos cargos para el período 1880 - 1882, siendo estos:
1. José Sánchez Rubio
2. Francisco Arias Valdivieso
3. Leopoldo Fernández Salvador

Fuente: